# كاواه بوتيه
كاواه بوتيه ( السوندية : ᮊᮝᮂ ᮕᮥᮒᮤᮂ،العربية: الفوهة البركانية البيضاء) هي بحيرة فوهة بركان وموقع سياحي في فوهة بركانية على بعد 50 كيلومتر (31 ميل) جنوب باندونغ في جاوة الغربية في إندونيسيا . 
كاواه بوتيه البحيرة (7.10 ° S 107.24 ° E) هي واحدة من الفوهتين التي تشكل جبل باتوها ، وهو أنديزيت بركان طبقي (أ «مركب» بركان). جبل باتوها هو واحد من العديد من البراكين في جاوة . تمثل بحيرة فوهة كاواه بوتيه نفسها نظامًا بركانيًا مستقرًا نسبيًا مع عدم وجود سجلات لنشاط كبير منذ حوالي عام 1600. 

منظر لكواه بوتيه من أرضية الفوهة